# Makkedah
Makkedah (grec antic: Μακηδά) fou una ciutat dels cananites al sud dels territoris de la tribu de Judà, governada per un rei cananita. Fou la primera ciutat conquerida per Josué després de la batalla de Gibeon i allí va trobar a cinc reis confederats amagats a una cova, els va executar i els va enterrar allí mateix.